# Josée Bilodeau
Pour les articles homonymes, voir Bilodeau.
Josée Bilodeau (Val-d'Or, 11 janvier 1969 - ) est une écrivaine et critique dramatique québécoise.

## Biographie
Née en Abitibi en 1969, Josée Bilodeau habite Montréal depuis 1986. Après des études de deuxième cycle en études littéraires à l'Université du Québec à Montréal, elle occupe différents emplois dans le milieu du livre québécois avant de devenir réviseuse au site des nouvelles de Radio-Canada. Elle a été chroniqueuse théâtrale pour l'hebdomadaire culturel ICI Montréal, de même que pour les pages culturelles de Radio-Canada.ca.
Elle est membre de l’Union des écrivaines et des écrivains québécois, de l'Association québécoise des critiques de théâtre et du PEN club Montréal.

## Œuvres

### En Livre
- Kilomètres, récits, Éditions Les Intouchables, Montréal, 1999, 86 pages.  (ISBN 2921775719)
- La nuit monte, roman, XYZ éditeur, collection Hiéroglyphe, Montréal, 2003, 120 pages.  (ISBN 2892613647)
- On aurait dit juillet, roman, Éditions Québec Amérique, collection Littérature d'Amérique, Montréal, 2008, 191 pages.  (ISBN 9782764406090)
- Incertitudes, nouvelles, Éditions Québec Amérique, collection Littérature d'Amérique, Montréal, 2010, 131 pages.  (ISBN 9782764407462)
- Au milieu des vivants, roman, SEPTENTRION, collection Hamac, 2019, 130 pages.  (ISBN 9782897910334)

Prix et distinctions
Le roman On aurait dit juillet était de la première sélection (7 finalistes) du prix France-Québec 2009.

### En revue
- « Le non-instinct maternel », fragments, Arcade no 60, « Le huitième péché », hiver 2004, Montréal, pages 28–32.
- « L’église portugaise », récit, revue Pyro numéro 5, décembre 2005, Paris.
- « De l’aube en miettes » et « L’éveil du dragon », poèmes, Pyro numéro 6, mars 2006, Paris.
- « Spectres », récit, et « Et après », poème, Pyro numéro 9, décembre 2006, Paris.
- « La porte », nouvelle, XYZ, La revue de la nouvelle numéro 93, printemps 2008, Montréal.
- « La chambre andalouse », nouvelle, revue Pyro, numéro 21, décembre 2009, Paris.

Anthologie
- « Jalousie », Reading Writers Reading, Canadian Author's Reflections, automne 2006, The University of Alberta Press and The Hebrew University Magnes Press, pages 230-231.

### Pour la scène
- « Le cœur tordu d'la fille », conte, Contes urbains, théâtre La Licorne du 2 au 20 décembre 2008, interprété par David Boutin, coproduit par le Théâtre Urbi et Orbi et La Manufacture.

- « She Stood Stock Still », conte, Urban Tales, Centaur Theater, du 11 au 20 décembre 2008, traduit par Harry Standjofski et interprété par Marcel Jeannin, coproduit par le Théâtre Urbi et Orbi et Centaur Theater Company.